# Dungeon Siege II
Dungeon Siege II – komputerowa gra fabularna rozgrywana w czasie rzeczywistym, opracowana przez Gas Powered Games i wydana przez Microsoft 16 sierpnia 2005 roku. Gra zajęła 14. miejsce na liście 25 najlepszych gier hack and slash według serwisu Gry-Online.
Do gry został wydany dodatek o nazwie Dungeon Siege II: Broken World.

## Postać
Gracz może się rozwijać między 4 klasami postaci (nie jest określona sztywna klasa, poza obręb której nie może się rozwijać): maga bojowego, maga natury, wojownika oraz łucznika. Algorytm rozwoju postaci jest uproszczony. Każda z ras ma określone plusy i minusy.